# Perdita subrufiventris
Perdita subrufiventris är en biart som beskrevs av Timberlake 1980. Perdita subrufiventris ingår i släktet Perdita och familjen grävbin. Inga underarter finns listade i Catalogue of Life.